# Филипс (окръг, Колорадо)
Вижте пояснителната страница за други значения на Филипс.
Окръг Филипс (на английски: Phillips County) е окръг в щата Колорадо, Съединени американски щати. Площта му е 1782 km², а населението - 4292 души (2017). Административен център е град Холиоук.